# St. Peter und Paul (Großkötz)

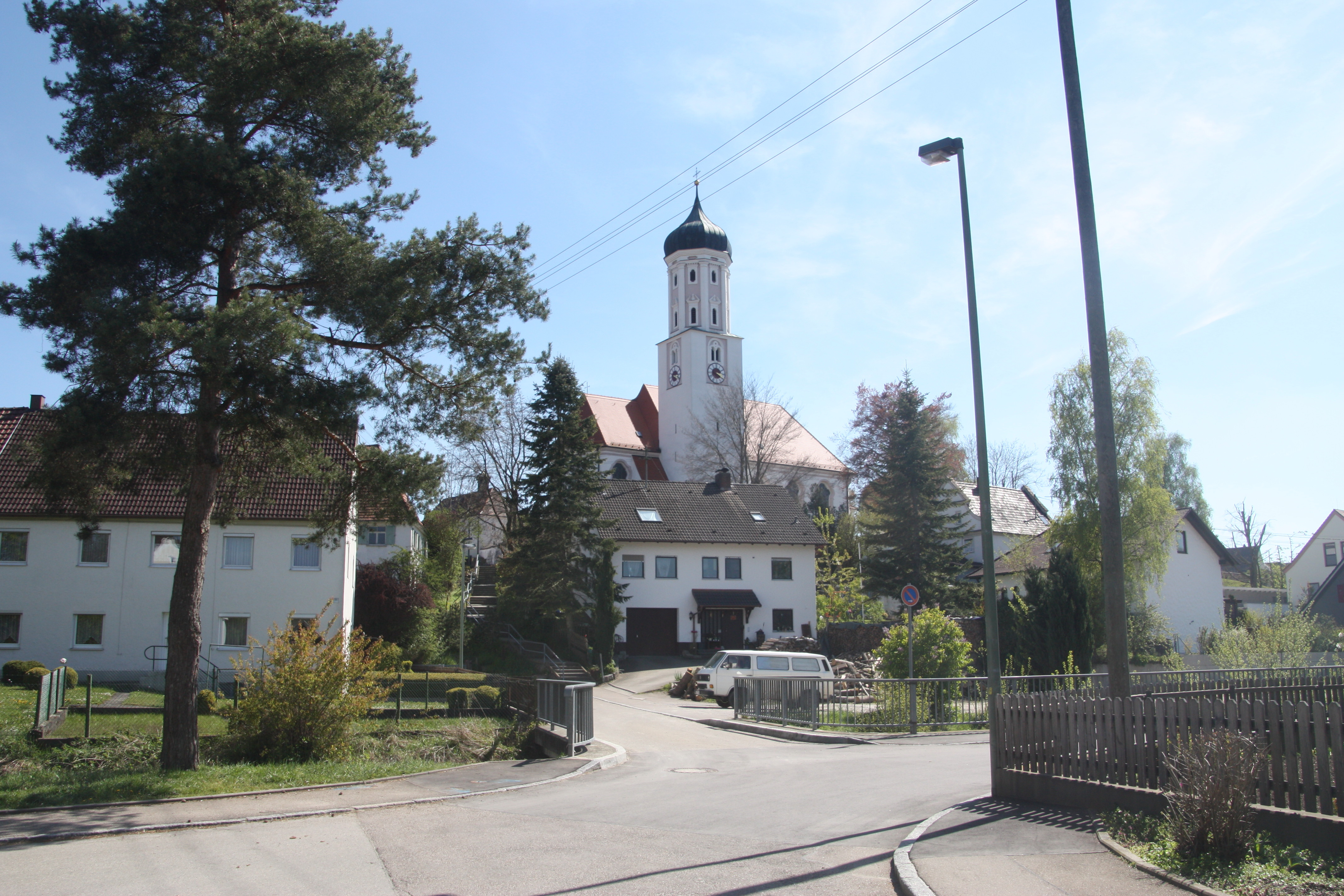
St. Peter und Paul

St. Peter und Paul ist eine katholische Pfarrkirche in Großkötz, einem Ortsteil der Gemeinde Kötz im bayerischen Landkreis Günzburg. Sie gehört zum Dekanat Günzburg im Bistum Augsburg.

## Lage
Das Kirchengebäude steht auf einem Höhenrücken und ist weithin sichtbar. Die Kirche ist von Norden her über einen Treppenaufgang oder von Süden her über den Friedhof erreichbar. Der größte Teil des Friedhofs liegt südlich der Kirche; einige ältere Gräber befinden sich auch auf der Ost-, Nord- und Westseite in unmittelbarer Nähe zum Kirchengebäude. Der Eingang befindet sich auf der Westseite gegenüber einer kleinen Ölberg-Kapelle.

## Geschichte
Eine erste Kirche wurde vermutlich spätestens im 12. Jahrhundert erbaut. Um 1480 wurde an derselben Stelle eine gotische Kirche errichtet. Am 10. Februar 1496 wurde die Sankt-Sebastians-Bruderschaft gestiftet. 1541 wurde die Pfarrei St. Peter und Paul errichtet. Aus spätmittelalterlicher Zeit haben sich ein großer Kruzifixus (jetzt an der Ostwand des Chores) und eine Maria mit Kind (jetzt an der Nord-Ost-Ecke des Langhauses) erhalten. Johann Konrad Ehinger ließ 1612 den Choraltar und 1626 das Ziborium renovieren. Er wurde nach seinem Tod am 16. Februar 1633 in der Pfarrkirche neben dem Altar der Heiligen Drei Könige begraben.
Die Gemeinde Großkötz wurde im Jahr 1746 auf 30 Jahre an das Reichsstift Wettenhausen verpfändet. In den Jahren der Zugehörigkeit zum Augustiner-Chorherrenstift Wettenhausen wurden der heutige Pfarrhof 1755 als Sommersitz des Propstes und die Kirche 1764/1765 durch Stiftsbaumeister Joseph Dossenberger grundlegend umgebaut und ausgestattet.
Im Jahr 1867 erhielt die Kirche eine neue Ausstattung (Altäre, Kanzel, Chorgestühl, Chorschranken, Heiligenfiguren) im neuromanischen Stil.
Um 1965 wurde diese Ausstattung im Zuge einer weiteren Renovierung wieder entfernt. In den Jahren 1997 bis 1999 wurde die Kirche erneut renoviert.

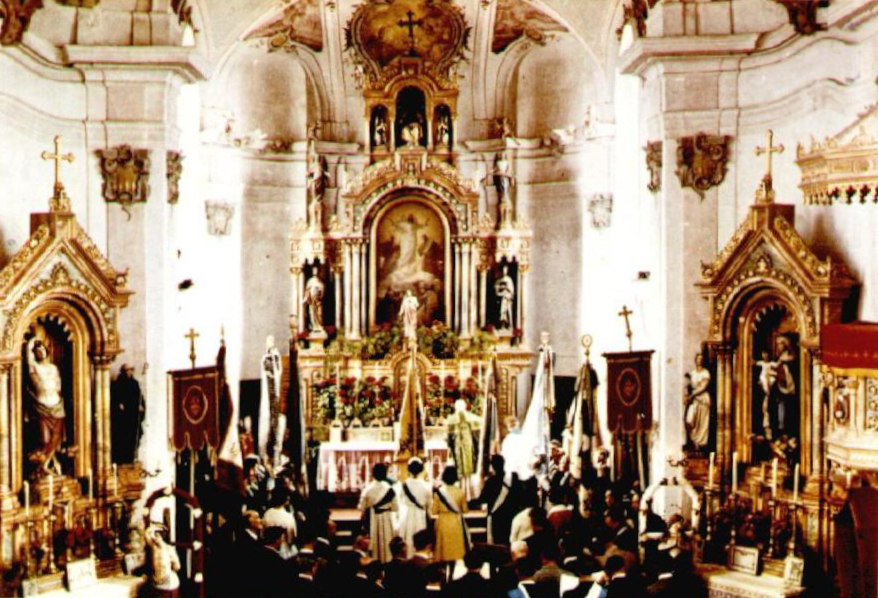
Zustand der Kirche vor der Renovierung im Jahr 1965: Gottesdienst mit Fahnenweihe

## Ausstattung
Die Fresken stammen von Johann Anwander aus Lauingen. Die Kirche erhielt zu Dossenbergers Zeit eine reiche Stuckierung in reifem Rokoko.

### Orgel
Die Orgel befindet sich über dem Eingangsbereich im oberen Geschoss der zweigeschossigen Empore. Im Jahr 1755 baute Alexander Holzhay aus Tussenhausen eine Orgel. Sie wurde 1929 durch ein neues Instrument von Orgelbauer Max Dreher aus Augsburg ersetzt. Maximilian Offner aus Kissing baute im Jahr 1990 die heutige Orgel, die über 19 Register auf zwei Manualen und Pedal verfügt. Offner integrierte sechs Register aus der Vorgängerorgel von Dreher.

## Denkmalschutz
Die Kirche St. Peter und Paul ist in der Denkmalliste des Bayerischen Landesamtes für Denkmalpflege als Baudenkmal mit dem Aktenzeichen D-7-74-148-3 enthalten.

## Kriegerdenkmal
Auf der Nordseite des Kirchengebäudes befindet sich in der Nähe des Treppenaufgangs ein Kriegerdenkmal, das an die Toten des Ortes in drei Kriegen erinnern soll.